# Dan Dickau
Daniel David Dickau (* 16. September 1978 in Portland (Oregon)) ist ein ehemaliger US-amerikanischer Basketballspieler.

## Werdegang
Nach seiner Schulzeit an der Brush Prairie High School im US-Bundesstaat Washington setzte Dickau seine Basketballlaufbahn als Student an der University of Washington fort, die er nach zwei Spieljahren verließ und sich der Mannschaft der Gonzaga University anschloss. In der Saison 2001/02 wurde er als Spieler des Jahres der West Coast Conference ausgezeichnet. Er erzielte für Gonzaga in insgesamt 56 Einsätzen im Mittel 20,1 Punkte sowie 5,3 Vorlagen je Begegnung. 2001 wurde er mit der US-Studentenauswahl Dritter der Sommeruniversiade in Peking.
Als Berufsbasketballspieler war Dickau von 2002 bis 2008 in der NBA beschäftigt. Bei einer Gesamtzahl von 300 Einsätzen (alle in der Hauptrunde) brachte es der Aufbauspieler auf einen Mittelwert von 5,8 Punkten je Begegnung.
Im Sommer 2008 wurde er als Neuzugang des italienischen Erstligisten Avellino vermeldet, spielte letztlich aber nicht für die Mannschaft. Im Januar 2009 unterschrieb er einen Vertrag beim deutschen Bundesligisten Brose Bamberg. Nach fünf Einsätzen für die Franken kehrte Dickau in sein Heimatland zurück.
Nachdem er in der Saison 2009/10 13 Spiele für die Fort Wayne Mad Ants in der NBA D-League bestritten hatte, trat er als Spieler vom Leistungssport zurück.
Dickau betätigte sich für Rundfunk- und Fernsehsender als Kommentator der Spiele der Gonzaga University. In der Saison 2011/12 war er Mitglied des Trainerstabs der NBA-Mannschaft Portland Trail Blazers und war für die spielerische Weiterentwicklung der Spieler zuständig.